# Maria Ana Vasco Costa

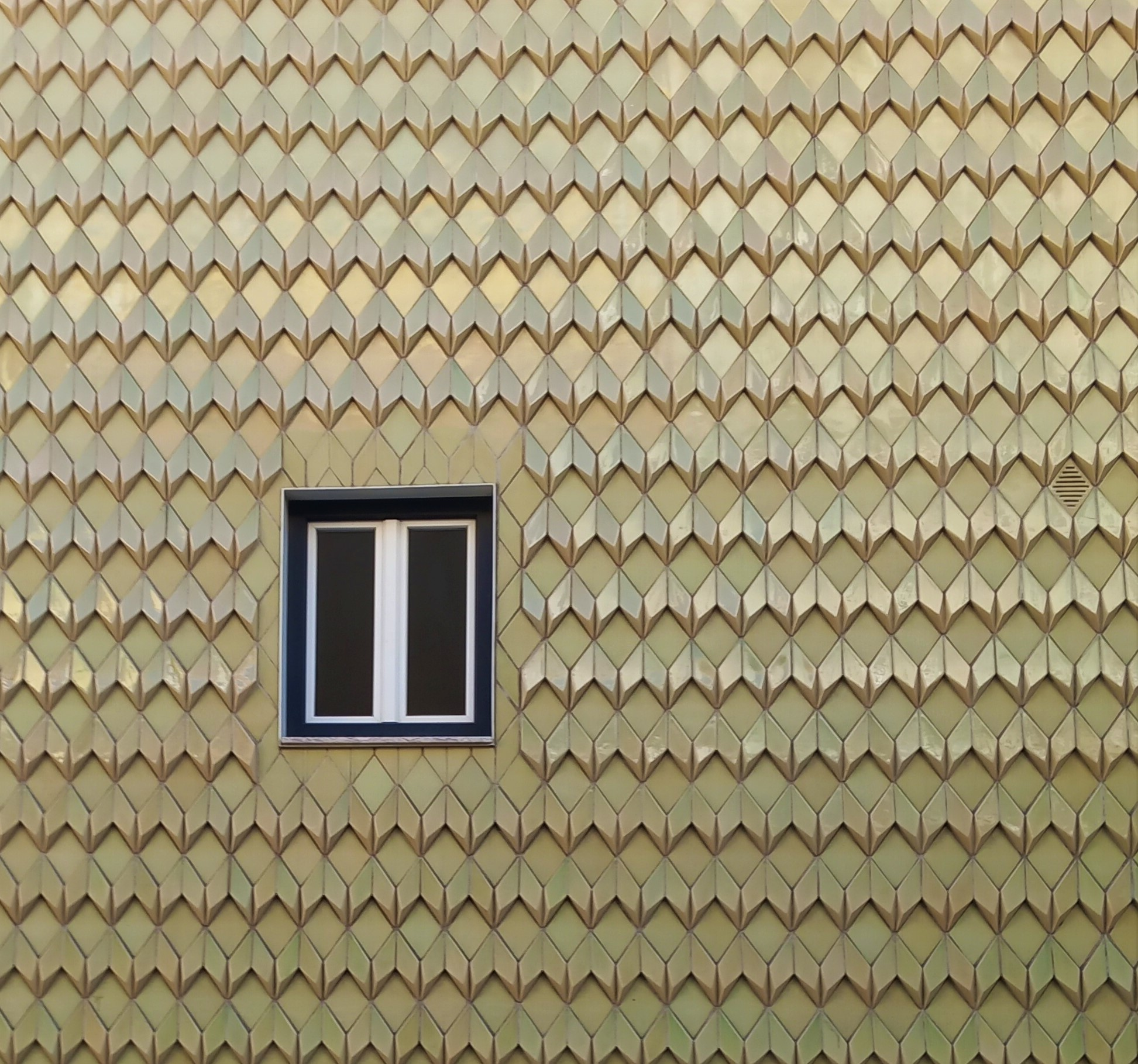
Fachada de edifício, na Rua Presidente Arriaga (Lisboa) com azulejos criados por Maria Ana Vasco Costa.

Maria Ana Vasco Costa (Lisboa, 1981), é uma ceramista portuguesa conhecida pelos seus azulejos tridimensionais, premiada nas edições de 2016, 2017 e 2018 nos Surface Design Awards.

## Biografia
Maria Ana Vasco Costa, nasceu em 1981 em Lisboa, onde se formou em Arquitectura na Universidade de Lisboa, em 2004.  Terminado o curso foi morar em Londres onde trabalhou em ateliers de arquitectura. Após 4 anos, regressa a Portugal e increve-se no curso de cerâmica de autor do Ar.Co - Centro de Arte e Comunicação Visual, após lá ter feito um workshop de vidrados.  
Conclui o curso em 2014, ano em que cria a sua primeira fachada de azulejos tridimensionais feitos à mão e é convidada para assumir a direcção do curso de cerâmica do Ar.Co, cargo que mantém até hoje, dividindo a responsabilidade com Vasco Futscher.  Dois anos mais tarde, em 2016, começa a planear a criação do seu próprio atelier, o MAVC Studio que abre em 2019. 
Entre 2017 e 2019, foi artista residente da Fábrica de Cerâmica Viúva Lamego, por onde passaram nomes como Júlio Pomar, Graça Morais, entre outros. 

## Prémios e Reconhecimento
Foi uma das finalistas na edição de 2015 do prémio Mostyn Open, atribuído pelo maior centro de artes visuais e arte contemporânea do País de Gales. 
Em 2016, é pela primeira vez distinguida nos principais prémios mundiais da azulejaria, os Surface Design Awards, na categoria de retalhistas para as superfícies interiores, com o mural com azulejos brancos em forma de losângulos tridimensionais brancos que criou para o restaurante LOCO do chef português Alexandre Silva. 
Volta a ser premiada as edições de 2017 e 2018 dos Surface Design Awards. Em 2017, ganhou com uma parede interior de uma casa particular na Ericeira, sobre a qual criou um mural composto por azulejos losangulares vidrados azuis.  No ano seguinte, é a grande vencedora dos prémios, ao ganhar nas categorias de Superfícies Comerciais Exteriores com a fachada de um prédio com andares para arrendar (Friendly Border Apartements); e na categoria Superfícies Exteriores de Habitação com a fachada de um prédio de habitação (Presidente Arriaga/Janelas Verdes), ambos em Lisboa. 
Em 2021, foi uma das ceramistas portuguesas homenageadas pelo Museu Nacional do Azulejo (Lisboa) na exposição: Territórios desconhecidos: a criatividade das Mulheres na cerâmica moderna e contemporânea portuguesa (1950-2020), na qual foram expostas criações suas e de artistas como Estrela Faria, Fernanda Fragateiro, Joana Vasconcelos, Maria Keil, Vieira da Silva, Maria Emília Araújo, entre outras. 

## Ligações Externas
- Site Oficial - Maria Ana Vasco Costa

- ESAD | Seminário Design de Ambientes por Maria Ana Vasco Costa (2019)
- A Cidade na ponta dos dedos | Maria Ana Vasco Costa e Aruki  l (2017)

- Mosca Partners | Maria Ana Vasco Costa (2020)
- Canal Q | Maria Ana Vasco Costa no programa É A Vida Alvim